# The Judge (film 2014)
The Judge è un film del 2014 diretto da David Dobkin.
La pellicola, con protagonisti Robert Downey Jr. e Robert Duvall, è stata scelta come film d'apertura del Toronto International Film Festival ed è stata proiettata il 4 settembre 2014.

## Trama
Henry "Hank" Palmer è un avvocato di successo: è risoluto, conosce a menadito la legge e si ritiene "troppo costoso per gli innocenti", ed è abituato a trovare cavilli per scagionare clienti colpevoli e dalla vita discutibile. La sua esistenza viene scossa dall'imminente separazione dalla moglie (e il conseguente affidamento della figlia) e dalla morte improvvisa della madre. Quest'ultimo avvenimento lo costringe, suo malgrado, a ritornare nella cittadina di provincia dov'è cresciuto, Carlinville, nell'Indiana, di cui Hank non ha un bel ricordo: ha un buon rapporto coi suoi fratelli ma non col padre, Joseph Palmer, giudice di quella città, da sempre molto duro con lui. 
Dopo il funerale, Hank viene a sapere che il padre è sospettato dell'omicidio di un uomo che lui stesso aveva condannato anni prima per omicidio e che era da poco uscito di galera. Dopo aver affidato la difesa a un giovane avvocato della zona, Hank decide di difenderlo lui stesso per contrastare l'abilità dell'avvocato dell'accusa Dwight Dickham, deciso a far finire in galera Joseph. Nel corso dei processi, dove Hank si dedica alla raccolta di prove, all'ascolto di testimoni e alla selezione di una giuria, riaffiorano i vecchi attriti col padre, ma anche delle verità che questi aveva tenuto nascosto: Joseph, infatti, sta seguendo delle cure di chemioterapia per curare un tumore in stadio avanzato, di cui solo la defunta moglie era a conoscenza. Joseph vuole che la notizia della malattia non diventi di pubblico dominio per evitare i possibili ricorsi a tutte le cause da lui presiedute nell'ultimo anno; il suo stato di salute, però, potrebbe favorirne la difesa, dato che egli dichiara di non ricordare quanto accaduto: la perdita di memoria è infatti tra gli effetti collaterali della chemioterapia. L'accusa potrebbe perciò essere modificata in quella meno grave di omicidio preterintenzionale. Tuttavia, Joseph sembra intenzionato a voler scontare la pena per assassinio volontario. 
Nell'udienza decisiva, accade qualcosa che Hank non si aspetta: il padre sembra autodichiararsi colpevole. L'uomo da lui ucciso, Mark Blackwell, vent'anni prima era stato condannato da Joseph a trenta giorni di reclusione dopo aver minacciato l'allora fidanzatina, Hope Stevens, con una pistola: una volta scontata la pena, l'uomo era tornato dalla ragazza e l'aveva affogata in uno stagno vicino a casa. Per quel delitto Joseph lo aveva condannato a venti anni di reclusione. Una volta scontata la pena, Blackwell aveva incontrato il giudice al supermercato locale (lo stesso giorno del funerale della moglie di Joseph) e aveva osservato: "La tomba di sua moglie è distante 15 metri da quella di Hope, non avrò tanta strada da fare per pisciare sopra a entrambe". Con sgomento e commozione dei presenti, della giuria, e pure della madre del defunto Blackwell, Joseph ammette di essere sotto chemioterapia e di aver sempre trattato Hank con durezza per non permettergli di diventare come Mark Blackwell, uno sbandato o, peggio ancora, un assassino. Joseph, nonostante la comprensione morale ottenuta e le circostanze attenuanti, viene condannato a quattro anni di reclusione. Tuttavia, sette mesi dopo, a causa del progredire della malattia, viene rilasciato per "motivi umanitari". 
Hank lo va a prendere alla prigione cittadina e lo porta con sé a pescare, come facevano quando era ragazzo. Joseph, durante una breve e serena chiacchierata col figlio ammette con orgoglio che lo ritiene il miglior avvocato mai conosciuto, poi si addormenta per non svegliarsi mai più.
Una volta celebrato il funerale di Joseph, Hank saluta i fratelli, intento ad andarsene per sempre. Prima, però, torna al tribunale dove il padre ha lavorato per oltre quarant'anni e dov'è stato processato. Guarda la sala, tocca la sedia dove Joseph ha presieduto tante cause, contento di essersi riconciliato con lui dopo tanto tempo e decidendo di abbracciare la sua eredità come prossimo giudice della città.

## Produzione

### Cast
Per interpretare il personaggio del giudice Joseph Palmer, furono inizialmente considerati gli attori Jack Nicholson e Tommy Lee Jones, ma poi il ruolo è andato a Robert Duvall.
Per il ruolo principale femminile la scelta finale fu tra Vera Farmiga ed Elizabeth Banks; venne scelta la prima.

### Riprese
Le riprese del film sono iniziate il 3 giugno 2013 e si sono svolte nello Stato del Massachusetts.

## Promozione
Il primo trailer del film viene diffuso il 19 giugno 2014 mentre la versione italiana il 24 luglio 2014.

## Distribuzione
La pellicola è stata distribuita nelle sale cinematografiche statunitensi a partire dal 10 ottobre 2014 ed in quelle italiane dal 23 ottobre.

## Accoglienza

### Incassi
Il film ha incassato 47119388 $ nel Nord America e 37300000 $ nel resto del mondo, di cui 2992880 $ in Italia, per un totale di 84419388 $.

### Critica
Sull'aggregatore di recensioni Rotten Tomatoes il film riceve il 48% delle recensioni professionali positive, con un voto medio di 5,6 su 10 basato su 193 critiche, mentre su Metacritic ottiene un punteggio di 48 su 100 basato su 39 recensioni.

## Riconoscimenti
- 2015 - Premio oscar
  - Candidatura per il miglior attore non protagonista a Robert Duvall
- 2015 - Golden Globe
  - Candidatura per il miglior attore non protagonista a Robert Duvall
- 2015 - Screen Actors Guild Awards
  - Candidatura per il miglior attore non protagonista in un film a Robert Duvall
- 2015 - Satellite Awards
  - Candidatura per il miglior attore non protagonista a Robert Duvall
  - Candidatura per la miglior colonna sonora a Thomas Newman
- 2014 - Critics' Choice Movie Award
  - Candidatura per il miglior attore non protagonista a Robert Duvall
- 2014 - Hollywood Film Awards
  - Miglior attore non protagonista a Robert Duvall
- 2014 - Heartland Film Festival
  - Miglior film
- 2014 - Mill Valley Film Festival
  - Secondo posto per il miglior film statunitense
- 2014 - Hollywood Music In Media Awards
  - Candidatura per la miglior colonna sonora a Thomas Newman